# Хорда (геометрия)
Хо́рда (от греч. χορδή — струна) в планиметрии — отрезок, соединяющий две точки данной кривой (например, окружности, эллипса, параболы, гиперболы).
Хорда находится на секущей прямой — прямой линии, пересекающей кривую в двух или более точках. Плоская фигура, заключённая между кривой и её хордой называется сегментом, а часть кривой, находящаяся между двумя крайними точками хорды называется дугой. В случае с замкнутыми кривыми (например, окружностью, эллипсом) хорда образует пару дуг с одними и теми же крайними точками по разные стороны хорды. Хорда, проходящая через центр окружности, является её диаметром. Диаметр — самая длинная хорда окружности.

## Свойства хорд окружности

### Хорда и расстояние до центра окружности
- Если расстояния от центра окружности до хорд равны, то эти хорды равны.
- Если хорды равны, то расстояния от центра окружности до этих хорд равны.
- Если хорда больше, то расстояние от центра окружности до этой хорды меньше. Если хорда меньше, то расстояние от центра окружности до этой хорды больше.
- Если расстояние от центра окружности до хорды меньше, то эта хорда больше. Если расстояние от центра окружности до хорды больше, то эта хорда меньше.
- Наибольшая возможная хорда является диаметром.
- Если хорда проходит через центр окружности, то эта хорда является диаметром.
- Если расстояние от центра окружности до хорды равно радиусу, то эта хорда является точкой.
- Серединный перпендикуляр к хорде проходит через центр окружности.

### Хорда и диаметр
- Если диаметр делит хорду, не являющуюся диаметром, пополам, то этот диаметр перпендикулярен этой хорде.
- Если диаметр перпендикулярен хорде, то этот диаметр делит эту хорду пополам.
- Если диаметр делит хорду, не являющуюся диаметром, пополам, то этот диаметр делит дуги, стягиваемые этой хордой, пополам.
- Если диаметр делит дугу пополам, то этот диаметр делит пополам хорду, стягивающую эту дугу.
- Если диаметр перпендикулярен хорде, то этот диаметр делит дуги, стягиваемые этой хордой, пополам.

### Хорда и радиус
- Если радиус делит хорду, не являющуюся диаметром, пополам, то этот радиус перпендикулярен этой хорде.
- Если радиус перпендикулярен хорде, то этот радиус делит эту хорду пополам.
- Если радиус делит хорду, не являющуюся диаметром, пополам, то этот радиус делит дугу, стягиваемую этой хордой, пополам.
- Если радиус делит дугу пополам, то этот радиус делит пополам хорду, стягивающую эту дугу.
- Если радиус перпендикулярен хорде, то этот радиус делит дугу, стягиваемую этой хордой, пополам.
- Если радиус делит дугу пополам, то этот радиус перпендикулярен хорде, стягивающей эту дугу.

### Хорда и вписанный угол
- Если вписанные углы опираются на одну и ту же хорду и вершины этих углов лежат по одну сторону этой хорды, то эти углы равны.
- Если пара вписанных углов опирается на одну и ту же хорду и вершины этих углов лежат по разные стороны этой хорды, то сумма этих углов равна 180°.
- Если вписанный и центральный углы опираются на одну и ту же хорду и вершины этих углов лежат по одну сторону этой хорды, то вписанный угол равен половине центрального угла.
- Если вписанный угол опирается на диаметр, то этот угол является прямым.

### Хорда и центральный угол
- Если хорды стягивают равные центральные углы, то эти хорды равны.
- Если хорды равны, то эти хорды стягивают равные центральные углы.
- Большая хорда стягивает больший центральный угол, меньшая хорда стягивает меньший центральный угол.
- Больший центральный угол стягивается большей хордой, меньший центральный угол стягивается меньшей хордой.

### Хорда и дуга
- Если хорды стягивают равные дуги, то эти хорды равны.
- Если хорды равны, то эти хорды стягивают равные дуги.
- Из дуг, меньших полуокружности, бо́льшая дуга стягивается большей хордой, меньшая дуга стягивается меньшей хордой.
- Из дуг, меньших полуокружности, бо́льшая хорда стягивает бо́льшую дугу, меньшая хорда стягивает меньшую дугу.
- Из дуг, бо́льших полуокружности, меньшая дуга стягивается большей хордой, бо́льшая дуга стягивается меньшей хордой.
- Из дуг, бо́льших полуокружности, бо́льшая хорда стягивает меньшую дугу, меньшая хорда стягивает бо́льшую дугу.
- Хорда, стягивающая полуокружность, является диаметром.
- Если хорды параллельны, то дуги, заключённые между этими хордами (не путать с дугами, стягиваемыми хордами), равны.

### Другие свойства
- При пересечении двух хорд AB и CD в точке E получаются отрезки, произведение длин которых у одной хорды равно соответствующему произведению у другой (см. рис. 1): {\displaystyle AE\cdot EB=CE\cdot ED}.
- Если хорда делится пополам какой-либо точкой, то её длина самая маленькая по сравнению с длинами проведённых через эту точку хорд.

## Основные формулы
- Длина хорды равна {\displaystyle l=2r\sin {\frac {\alpha }{2}}=D\sin {\frac {\alpha }{2}}}, где {\displaystyle r} — радиус окружности, {\displaystyle D} – диаметр окружности, {\displaystyle \alpha } — центральный угол, опирающийся на данную хорду (рис. 2).
- Формула, напрямую выводящаяся из теоремы Пифагора (рис. 3): {\displaystyle \left({\frac {l}{2}}\right)^{2}+d^{2}=r^{2}}, где {\displaystyle l} — длина хорды, {\displaystyle r} — радиус окружности, {\displaystyle d} — расстояние от центра окружности до хорды.
- Если известны все четыре длины отрезков двух пересекающихся хорд, например, {\displaystyle {\overline {a}}=AE\,;\,{\overline {A}}=EB\,;\,{\overline {b}}=CE\,;\,{\overline {B}}=ED} (см. Рис.1), то радиус окружности определяется формулой:

{\displaystyle r={\sqrt {{\overline {A}}\cdot {\overline {a}}+{\frac {({\overline {A}}-{\overline {a}})^{2}+({\overline {B}}-{\overline {b}})^{2}-2\,({\overline {A}}-{\overline {a}})({\overline {B}}-{\overline {b}})\cos {t}}{4\,\sin ^{2}{t}}}}}}
при ограничениях:  {\displaystyle {\overline {A}}\cdot {\overline {a}}={\overline {B}}\cdot {\overline {b}}\,;\quad {\overline {A}}\geq {\overline {a}}\,;\quad {\overline {B}}\geq {\overline {b}}}.
Здесь {\displaystyle t\,} — угол между отрезками {\displaystyle {\overline {A}}} и {\displaystyle {\overline {B}}\,\,}  (или между отрезками {\displaystyle {\overline {a}}} и {\displaystyle {\overline {b}}}) .
В случае, когда хорды взаимно перпендикулярны,
{\displaystyle r={\frac {1}{2}}{\sqrt {{\overline {A}}^{2}+{\overline {a}}^{2}+{\overline {B}}^{2}+{\overline {b}}^{2}}}}

## Связанные понятия
- Касательная
- Секущая
- Диаметр
- Дуга окружности